# L'Isle-d'Espagnac
L'Isle-d'Espagnac é uma comuna francesa na região administrativa da Nova Aquitânia, no departamento de Charente. Estende-se por uma área de 5,95 km². Em 2010 a comuna tinha 5 743 habitantes (densidade: 965,2 hab./km²).